# Bulbophyllum henrici
Bulbophyllum henrici là một loài phong lan thuộc chi Bulbophyllum.